# 海安站
海安站位于中华人民共和国江苏省南通市海安市城东镇，车站建于1998年，2004年开办客运业务，有新靖线（原新长铁路）、宁启铁路、海洋铁路和盐通高速铁路经过该站。车站名在启用初期称海安县站，2018年8月20日改为现名。隶属中国铁路上海局集团有限公司新长车务段，是二等站，为地区内主要技术作业站和客运站。

## 歷史
海安站随新长铁路于1998年9月16日开工，2003年启用，开通时为避免与粤海铁路的海安站重名因而在地名后加“县”字，称海安县站。新长线在海安设有一条支线通往南通，建成初期仅办理货运业务。
2004年7月，车站开办客运业务，但范围仅限新长线本线。
2005年7月1日，宁启铁路扬州-海安段亦建成投用，车站接入全国铁路网并开通长途列车客运业务。
2009年7月车站开始电气化改造，2013年11月车站开始站房改造。电气化改造工程于2014年年底完成，新站房于2015年2月7日投入启用。2014年1月16日，海安至洋口港的海洋铁路正式开通。
但由于多方面因素影响，宁启铁路电气化改造工程直至2016年5月才投入使用：车站于2016年5月15日办理动车组列车客运业务。
2018年5月，海安宣布撤县设市，上海局集团宣布自2018年8月20日起，海安县站更为现名海安站。2018年8月15日，原站牌「海安县站」被移除。8月19日，新站名“海安”被安装在站房上。新站牌采用了当地名仕韓國鈞的手迹集字。
2018年盐通高速铁路开始施工，计划在海安站站场东侧新建高架站台，和既有站房通过延长既有车站的天桥和地道相连。为此施工部门于2020年上半年起对既有天桥和地道进行了延长工程，于2020年9月完工。
2020年12月30日，配合盐通高鐵全線通車，本站盐通高速场正式啟用。

## 车站结构

### 站房
海安站目前的站房于2015年投入使用，长139.2米，宽39.1米，高度21.3米，总面积8998平方米。海安站站房为三段式对称造型，在外立面上融入中国古代建筑特色的柱式、窗花，以栗色与白色为主色调，使得站房体现当地特色。站房共有两层，售票处设人工售票窗口4个、自动取票机6台；候车室可同时容纳1000人。
- 售票处
- 二层候车大厅
- 进站天桥
- 盐通高速场进站通道

### 站场
海安站为横列式一级三场布置，客货运系统相对独立。其中货运编组站为区段站，负责相邻区段的直通区段、摘挂列车的解编作业，为一级二场单线单溜单向驼峰编组站：其中Ⅰ场位于中部，为货车到发场，兼办新长铁路、海洋铁路客运业务，设到发线11条（含正线3条）；Ⅱ场为调车场，位于Ⅰ场以东，设调车线10条，北侧为简易驼峰。Ⅲ场为宁启客车到发场，位于站场最西侧，设有3条到发线和2条正线。
车站既有客运部分共有3台7线，利用Ⅰ场和Ⅲ场的部分股道。车站设有一座基本站台和两座中间站台，并覆盖有Y型叠合板结构雨棚，与站房通过一座8米宽进站天桥和一座8米宽旅客和行包共用地道连接。盐通高铁海安站位于编组场东侧，为二台四线高架车站。该部分结构和既有站房天桥和地道通过10米、总长度140米的天桥，和宽8.3米、长136.11米的地道连接，于高架站台下设有缓冲平台。
车站Ⅰ场北咽喉为南京东机务段海安车间、南咽喉设有综合维修工区。货场位于城东镇界墩村、Ⅱ场东南侧，办理整车普通货物无限制，可办理零散货物快运，主要到发主要办理发到货物品类：钢铁、金属制品、工业机械、粮食、化肥等物资。车站货场设有通往海安正元港务和商贸物流专用线，均位于Ⅱ场东北侧。
| 侧式站台 |                                       |
| 7站台    | 盐通高速铁路 往南通西方向（如皋南站） |
| 正线     | 盐通高速铁路 下行列车通过线           |
| 正线     | 盐通高速铁路 上行列车通过线           |
| 6站台    | 盐通高速铁路 往盐城方向（东台站）     |
| 侧式站台 |                                       |
| Ⅱ场      | 调车线 (11)                           |
| Ⅰ场      | 货车到发线 (9)                        |
| 5站台    | 新长铁路、海洋铁路 客车               |
| 岛式站台 |                                       |
| 4站台    | 新长铁路、海洋铁路 客车               |
| 3站台    | 宁启铁路 往南通方向（如皋站）         |
| 岛式站台 |                                       |
| 2站台    | 宁启铁路 往南通方向（如皋站）         |
| 正线     | 宁启铁路 下行列车通过线               |
| 正线     | 宁启铁路 上行列车通过线               |
| 1站台    | 宁启铁路往南京方向（姜堰站）          |
| 侧式站台 |                                       |
| 站房     | 售票口、进站口、候车室、出站口        |

## 車站周邊
- 海安小琳旅馆
- 耀莱宾馆
- 都市花园商务酒店长江东路店
- 嘉溪福668主题宾馆
- 锦江之星酒店海安火车站店
- 速8酒店海安火车站店
- 中国人保财险海安支公司城东营业部